# Tekstilchtchiki
Tekstilchtchiki (russe : Муниципальный округ Текстильщики) est un district municipal du district administratif sud-est de la municipalité de Moscou.

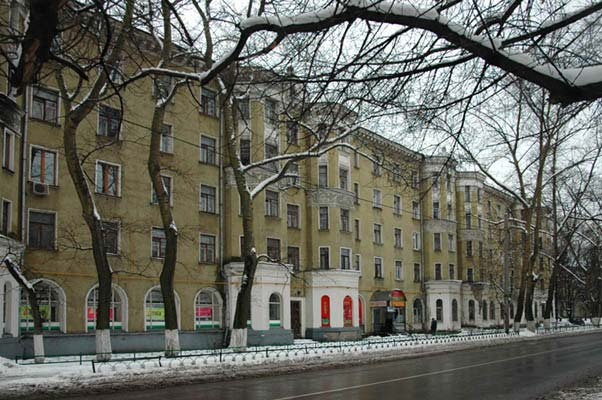
Rue Saratovskaïa, Moscou

## Histoire
Sur le territoire aujourd'hui occupé par le district se trouvaient les villages de Grajvoronovo et Sadki. En 1381, il y existait déjà le monastère de Saint-Nicolas-Ougrechski, lieu de pèlerinage pour de nombreux Moscovites.
Entre la fin des années 1920 et au début des années 1930, non loin de la gare de  Tchesmenskaïa (gare de Tekstilshchiki (ru) depuis 1925), c'était la « ville du textile », où résidaient les travailleurs employés dans les usines de la région (moulin, filature de coton, tissage, impression), construites sur les zones précédemment occupées par les casernes jusqu'au milieu du XIXe siècle.
Inclus dans la ville en 1960 (district de Jdanovski), le quartier subit une urbanisation résidentielle importante.
En 1969, une partie issue du district Volgogradski est jointe au district Lioublinski. Les limites actuelles du district ont été définies avec la réforme de 1991.

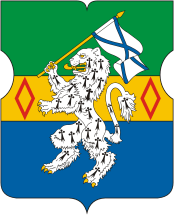
Armes du district
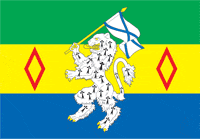
Drapeau du district